# Joutsa
Joutsa est une municipalité du centre-sud de la Finlande, dans la région de Finlande-Centrale.
La commune de Leivonmäki a fusionné avec Joutsa le 1er janvier 2008.

## Géographie

### Situation
Elle est située en plein cœur de la région des lacs, dans un cadre pittoresque. Elle a longtemps été tiraillée entre le Häme et la Savonie.
Elle n'est pas très éloignée des grandes villes : Jyväskylä n'est qu'à 70 km, Lahti à 100 km et Helsinki à 200 km. Elle est traversée par la Route nationale 4 (ou route européenne E75), le grand axe nord-sud du pays.

### Villages de Joutsa
Les villages suivants font partie intégrante de Joutsa :
Angesselkä, Etu-Ikola, Hankaa, Havumäki, Joutsa, Kivisuo, Kälä, Laitjärvi, Lapinkylä, Leivonmäki, Marjotaipale, Martinkylä, Mieskonmäki, Niemistenkylä, Pajumäki, Pappinen, Pylsy, Pärnämäki, Ruokoranta, Ruorasmäki, Rutalahti, Savenaho, Selänpohja, Taka-Ikola, Tammilahti, Tolvasniemi, Uimaniemi, Vallaspelto, Vähä-Joutsa ja Vehmaa

### Municipalités voisines
Les communes voisines sont :
- En Finlande centrale Luhanka à l'ouest,
- En Savonie du Sud, Kangasniemi au nord-est, Hirvensalmi à l'est et Pertunmaa au sud-est,
- Au sud, Hartola dans le Päijät-Häme.

### Topographie

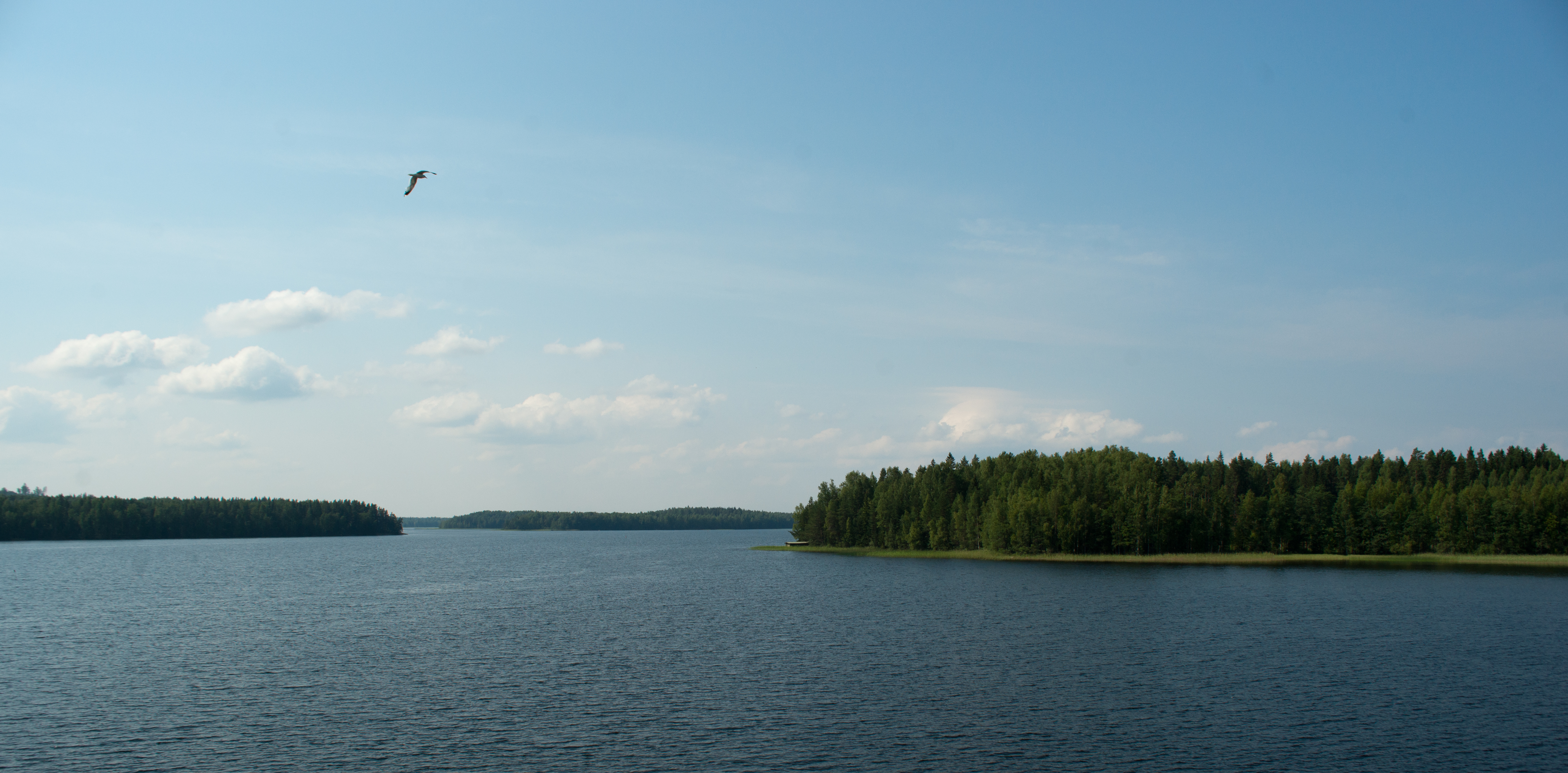
Le lac Suontee depuis le pont de Marjotaipaleentie à Joutsa

La surface de Joutsa est de 1 066,48 km2 dont 199,10 km2 de lacs et 867 km2 de terres.
Il y a 192 lacs à Joutsa, les plus grands lacs sont Puula, Suontee, Jääsjärvi et Iso Säynjärvi.
Parmi les 400 îles de ces lacs, les plus grandes sont Nurmaansaari, Joutsaari, Tieransaari, Pastilansaari, Mankisaari, Käyränsaari et Lehtisensaari.
Les champs cultivés occupent environ 8 % de la surface totale.
Le Parc national de Leivonmäki est situé à Joutsa.

### Flore
Les forêts occupent environ 80 % soit 40 % de pins, 20 % de sapins et 40 % de bouleaux.

### Faune
Les espèces d'animaux terrestres sont nombreuses: Élan, Renne, Daim, Chien viverrin, Blaireau européen, Glouton, Ours, Loup...
Les poissons les plus courants sont le Corégone blanc, le Grand brochet, la Perche commune, la Brème commune, le Corégone Lavaret, la Lotte et la Sandre.

## Histoire

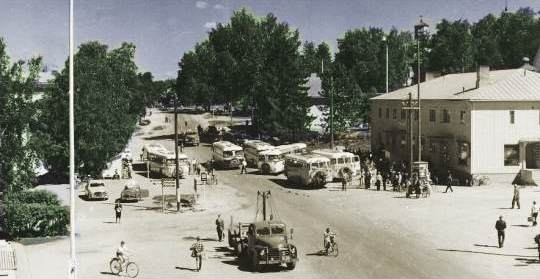
La gare routière de Joutsa en fin des années 1950.

Joutsa (anciennement appelée aussi Jousa) est longtemps la frontière entre les tribus de la Savonie  et les tribus du Häme.
Au début du XIXe siècle la moitié des habitants n'avaient pas de nom de famille (ils s’appelaient comme dans le Häme: fils de Tuoma, fils de Juho...) alors que l'autre moitié est composée de descendants des savoniens qui portaient tous un nom de famille.

## Démographie
Depuis 1980, la démographie de Joutsa a évolué comme suit, :
| Année      | 1980  | 1985  | 1990  | 1995  | 2000  | 2005  |
| ---------- | ----- | ----- | ----- | ----- | ----- | ----- |
| population | 6 191 | 6 045 | 5 920 | 5 859 | 5 450 | 5 213 |

| Année      | 2010  | 2015  | 2020  |
| ---------- | ----- | ----- | ----- |
| population | 5 053 | 4 688 | 4 353 |

La population de Joutsa en 2010 se répartit ainsi :
| âge             | Hommes | Femmes |
| --------------- | ------ | ------ |
| moins de 14 ans | 336    | 292    |
| de 15 à 64 ans  | 1 596  | 1 383  |
| 65 ans et plus  | 627    | 819    |

## Lieux et monuments

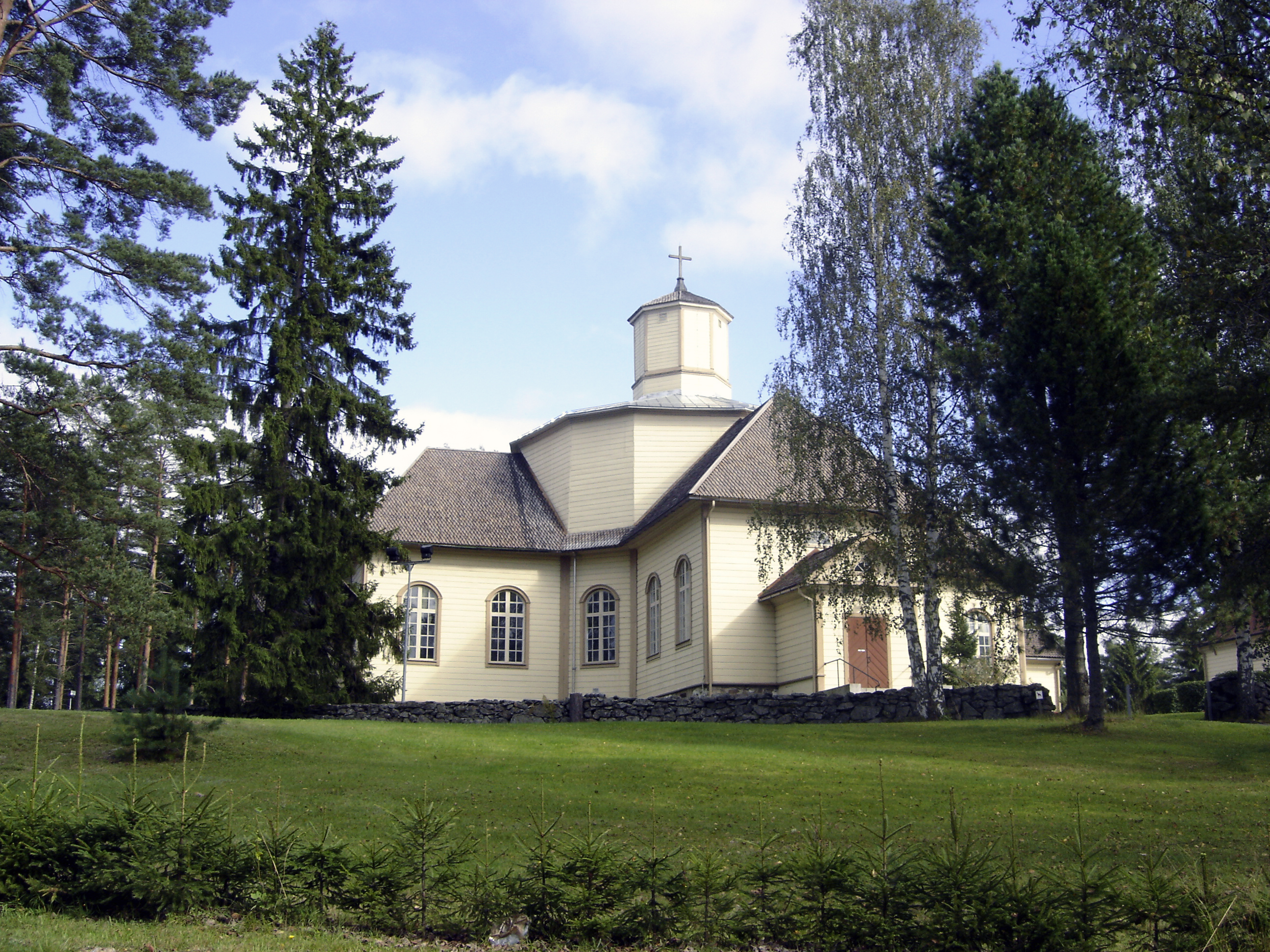
L'église de Joutsa.

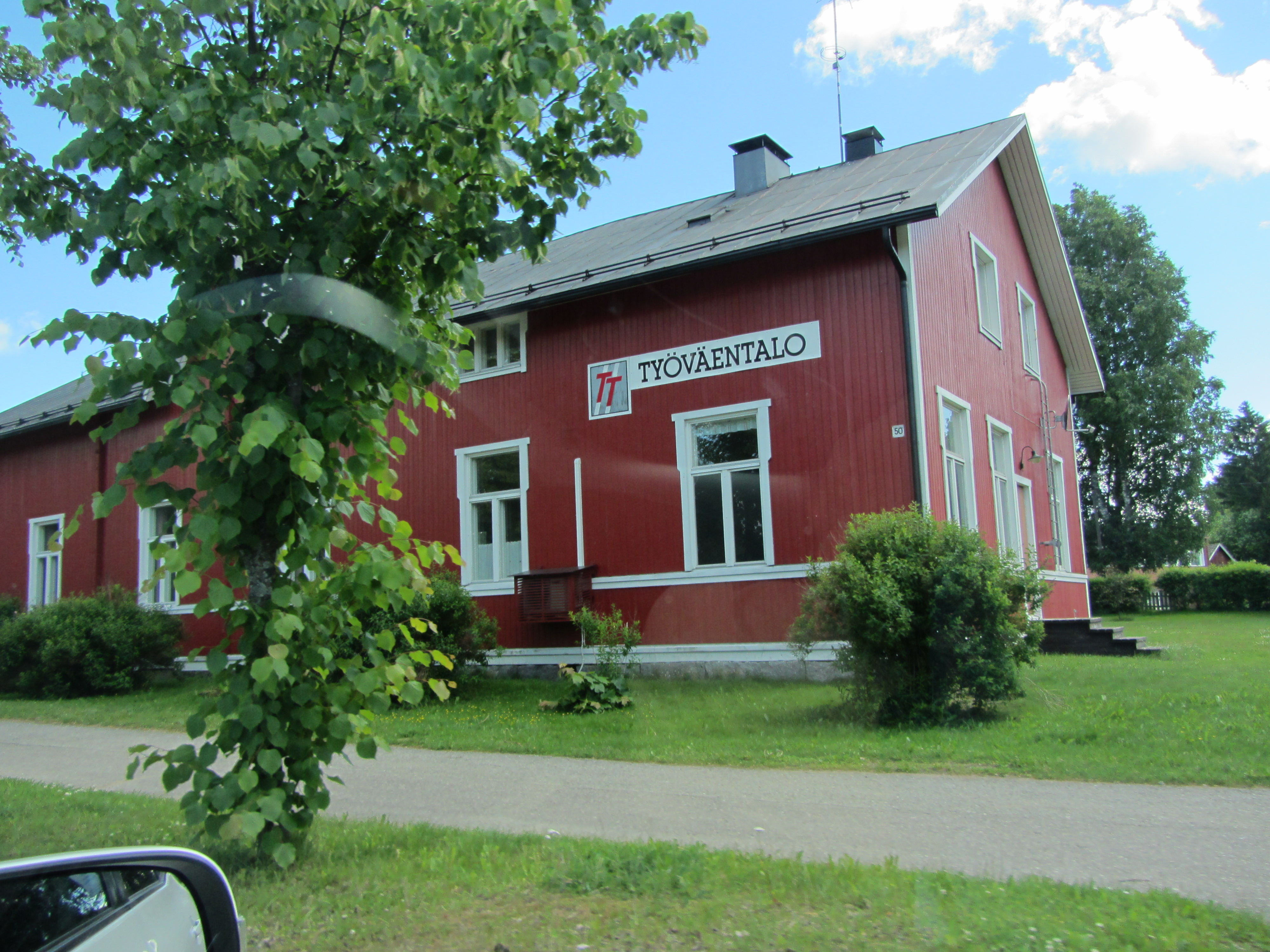
La maison des travailleurs.

Joutsa compte un stade, un lycée, un collège, un petit hôpital, deux hôtels, des maisons d'hôtes, des magasins, deux banques, et de nombreux restaurant et cafés.
Des pistes aménagées pour la marche l'été servent de pistes de ski l'hiver et plusieurs sont éclairées durant cette saison.
| Carte de lieux et monuments de Joutsa |
| Lieux et monuments de Joutsa          |

## Transports
La  Route nationale 4 (E75) traverse Joutsa.
C'est l'axe routier principal de Finlande.
Des bus express relient directement Joutsa à  Helsinki, Jyväskylä, Oulu, Rovaniemi, Pieksämäki, Kouvola, Kotka, Sysmä et Asikkala.
On peut rejoindre l'Aéroport d'Helsinki-Vantaa avec un seul changement synchronisé à Kerava.
La Seututie 616 permet de rejoindre Kangasniemi.

### Distances
- Heinola 65 km
- Helsinki 200 km
- Jyväskylä 60 km
- Lahti 95 km
- Mikkeli 85 km
- Pieksämäki 85 km

## Économie
Malgré sa localisation, la commune est assez pauvre et durement touchée par le chômage. L'industrie est presque inexistante (à peine 121 emplois industriels) et l'économie dépend largement de l'exploitation de la forêt, ainsi que des transferts de l'État. La commune est de très loin le principal employeur avec un pléthorique effectif de 400 personnes.
En 2015, La commune compte 1393 emplois dont 14,6 % dans le secteur primaire (agriculture, sylviculture, pêche), 59 % dans les services et 24 % dans le secteur secondaire.
En 2016, les plus importants contributeurs d'impot sur les sociétés étaient Matti Perälä Oy de la chaine Rautia ja K-maatalous, Insinöörityö Hentinen Oy et Kuljetus ja Maanrakennus Reponen Oy.
Les 2403 maisons de vacances et leurs occupants constituent un soutien important pour l'économie locale pendant la saison d'été.

### Principales entreprises
En 2023, les principales entreprises de Joutsa par chiffre d'affaires sont :
| Société                            | C.A. |
| ---------------------------------- | ---- |
| Insinöörityö Hentinen Oy           | 8 M€ |
| K-Supermarket Joutsa               | 8 M€ |
| A. Reponen Oy                      | 5 M€ |
| Profin Sydänpuu ikkunat ja ovet Oy | 4 M€ |
| Kotimäki Yhtiöt Oy                 | 2 M€ |
| Metsätyö Pylväläinen Oy            | 2 M€ |
| Jousan Kone Oy                     | 2 M€ |
| Maanrakennus Pertti Kärnä Oy       | 2 M€ |
| Rakennustyö Marko Lehtonen Oy      | 1 M€ |
| Jukolan Maitotila Oy               | 1 M€ |

### Employeurs
En 2023, ses plus importants employeurs sont:
| Employeur                          | Employés |
| ---------------------------------- | -------- |
| Profin Sydänpuu ikkunat ja ovet Oy | 30       |
| Insinöörityö Hentinen Oy           | 27       |
| A. Reponen Oy                      | 19       |
| K-Supermarket Joutsa               | 18       |
| Metsä Aspri Oy                     | 12       |
| Maanrakennus Pertti Kärnä Oy       | 12       |
| Huttulan Ravintola                 | 12       |
| Jukolan Maitotila Oy               | 11       |
| Jukolan Juusto Oy                  | 10       |
| Karoliinan Kahvimylly Oy           | 10       |

## Politique et administration

### Élections législatives finlandaises de 2019
Les résultats des élections législatives finlandaises de 2019 sont pour Joutsa
|               | Parti social-démocrate de Finlande (SDP) | 396   | 15,5 |  |  |  |
|               | Vrais Finlandais (PS)                    | 617   | 24,2 |  |  |  |
|               | Parti de la coalition nationale (Kok)    | 313   | 12,3 |  |  |  |
|               | Parti du centre (Kesk)                   | 806   | 31,6 |  |  |  |
|               | Ligue verte (Vihr)                       | 127   | 5,0  |  |  |  |
|               | Alliance de gauche (Vas)                 | 87    | 3,4  |  |  |  |
|               | Chrétiens-démocrates (KD)                | 118   | 4,6  |  |  |  |
|               | Mouvement maintenant (LN)                | 41    | 1,6  |  |  |  |
|               | Mouvement Sept Étoiles                   | 4     | 0,2  |  |  |  |
|               | Parti pirate                             | 16    | 0,6  |  |  |  |
|               | Réforme bleue (SIN)                      | 16    | 0,6  |  |  |  |
|               | Autres partis                            |       |      |  |  |  |
|               |                                          |       |      |  |  |  |
| Votes rejetés | Votes rejetés                            | 25    | 1,0  |  |  |  |
| Total         | Total                                    | 2 578 | 100  |  |  |  |

### Conseil municipal
Le Conseil municipal est composé de 27 membres élus lors des élections municipales.
| Élections municipales                                             | Élus | Élus  | Élus            | Élus | Élus | Élus | Élus | Élus | Élus  | Élus |
| Élections municipales                                             | SDP  | Kesk. | SKDL Vas. Vihr. | Kok. | SMP  | KD   | ind. | PS   | total |      |
| 1976                                                              | 9    | 11    | --              | 6    | --   | 1    |      |      | 27    |      |
| 1980                                                              | 8    | 11    | 1               | 5    | 1    | 1    |      |      | 27    |      |
| 1984                                                              | 8    | 10    | --              | 6    | 3    | --   |      |      | 27    |      |
| 1988                                                              | 6    | 12    | --              | 5    | 3    | 1    |      |      | 27    |      |
| 1992                                                              | 7    | 10    | --              | 6    | 2    | 2    |      |      | 27    |      |
| 1996                                                              | 6    | 10    |                 | 8    |      | 1    | 2    |      | 27    |      |
| 2000                                                              | 6    | 11    |                 | 7    |      | 1    | 2    |      | 27    |      |
| 2004                                                              | 7    | 13    |                 | 5    |      | 1    | 1    |      | 27    |      |
| 2008                                                              | 5    | 10    | 1               | 9    | --   | 2    |      |      | 27    |      |
| 2012                                                              | 5    | 13    |                 | 5    | --   | 2    |      | 2    | 27    |      |
| 2017                                                              | 4    | 11    | 1               | 6    | --   | 1    |      | 2    | 25    |      |
| 2021                                                              | 3    | 9     | 1               | 5    |      | 1    |      | 4    | 25    |      |
| Sources: Centre des études statistiques, Ministère de la justice, |      |       |                 |      |      |      |      |      |       |      |

## Culture

### Événements
Joutsa est connu pour son évènement  les Joutopaivät organisé chaque année durant la seconde semaine de juillet.

### Presse locale
L'hebdomadaire local Joutsan Seutu parait depuis 1971.

### Art culinaire
Joutsa à une culture forte de la Sahti, la Sahti de Joutsa (Joutsan Sahti) est fabriquée de façon industrielle. La sahti est aussi fabriquée de façon artisanale dans les villages de Joutsa.

### Jumelages
Joutsa est jumelée avec les communes suivantes,:
| Ville | Ville    | Pays | Pays    | Période     |
| ----- | -------- | ---- | ------- | ----------- |
|       | Finspång |      | Suède   |             |
|       | Tähtvere |      | Estonie | depuis 1991 |

## Personnalités liées a la commune
- Arja Alho, femme politique
- Suvi Minkkinen, biathlète
- J. G. von Schrowe, député
- Hilda Seppälä, politicienne
- Kalevi Sorsa, Premier ministre
- Henna Virkkunen, politicienne
- Aarne Wuorimaa, ambassadeur
- Artur Oliver Wuorimaa, pasteur

## Galerie

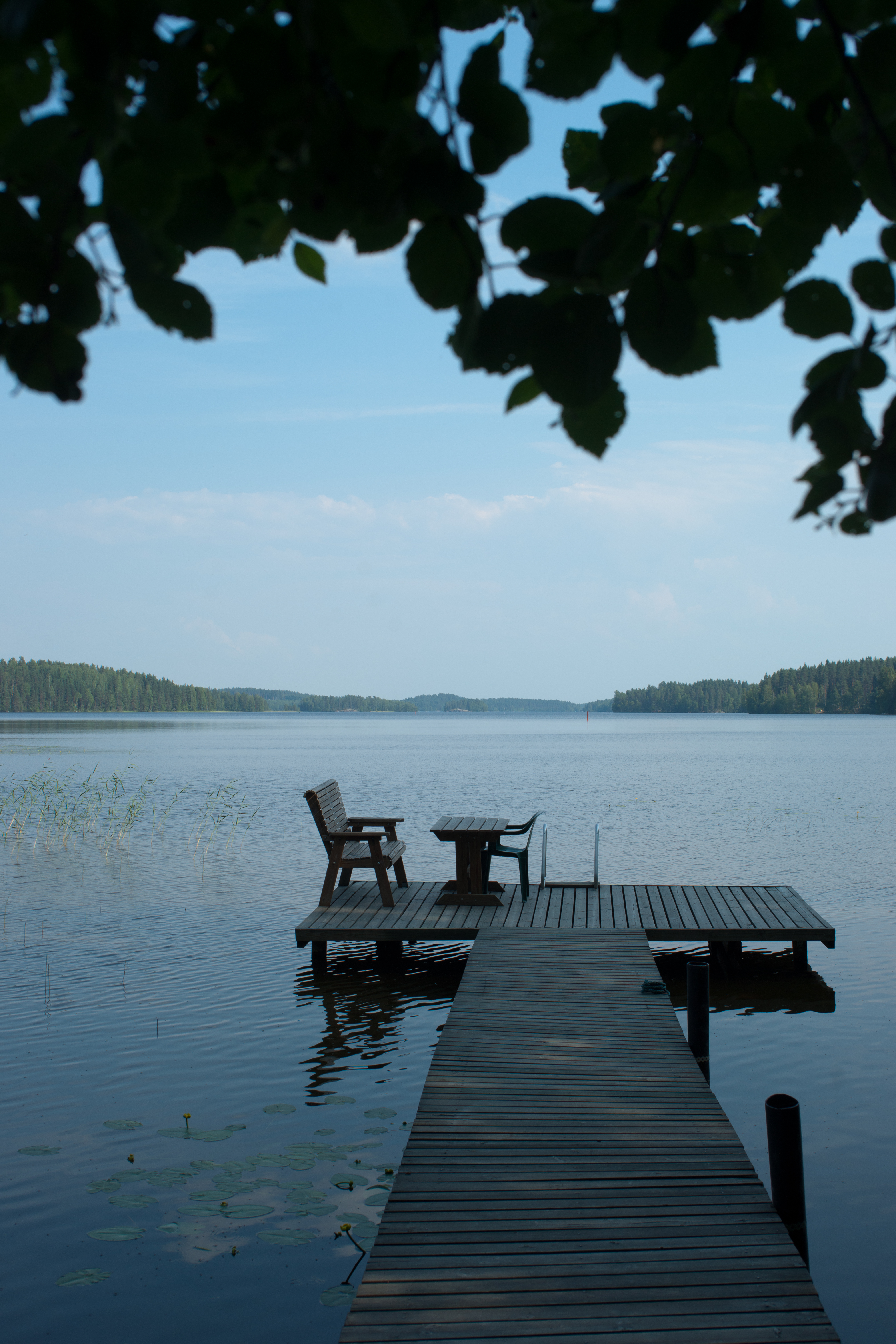
Le lac Suontee à Joutsa.
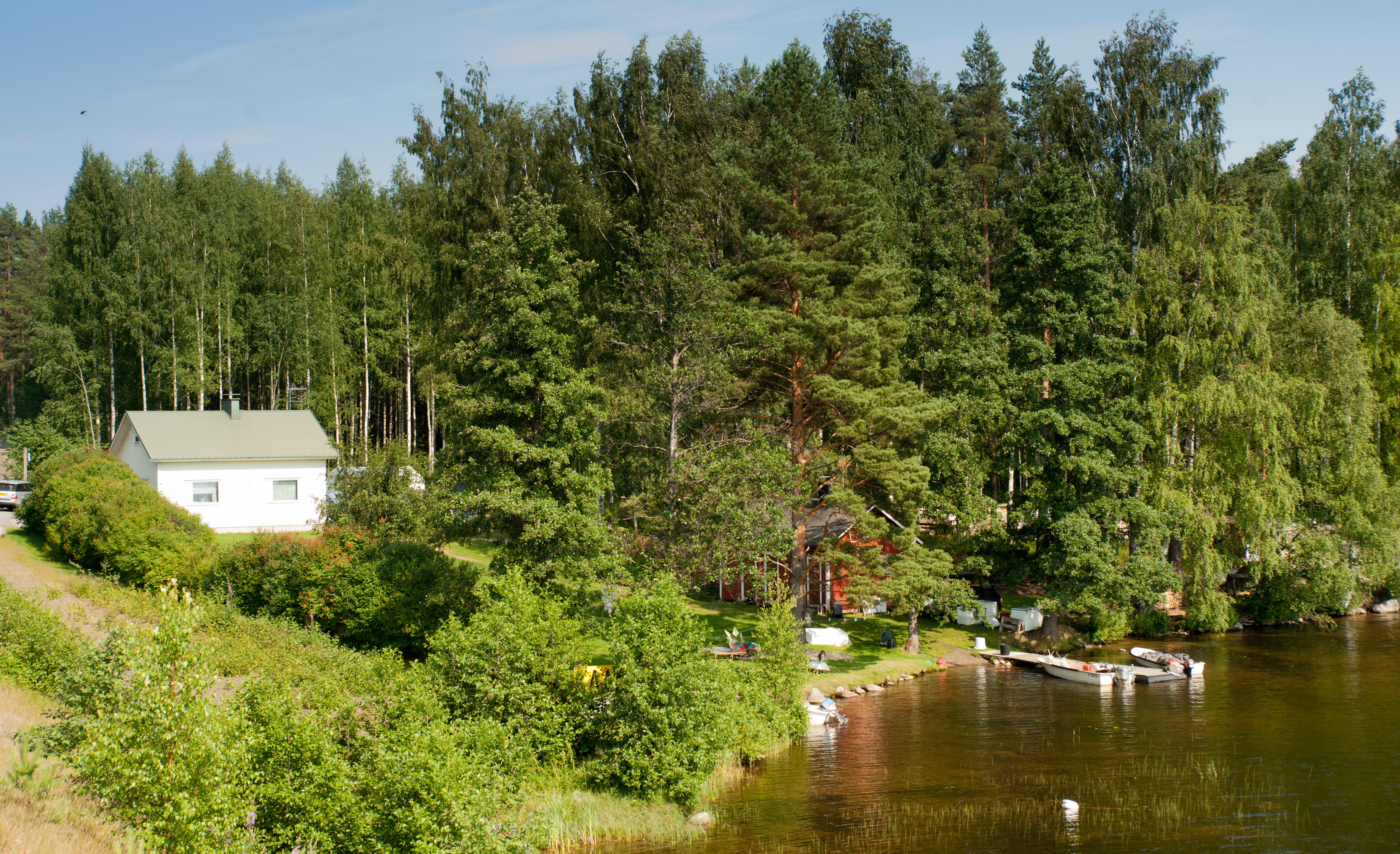
Le Suontee.
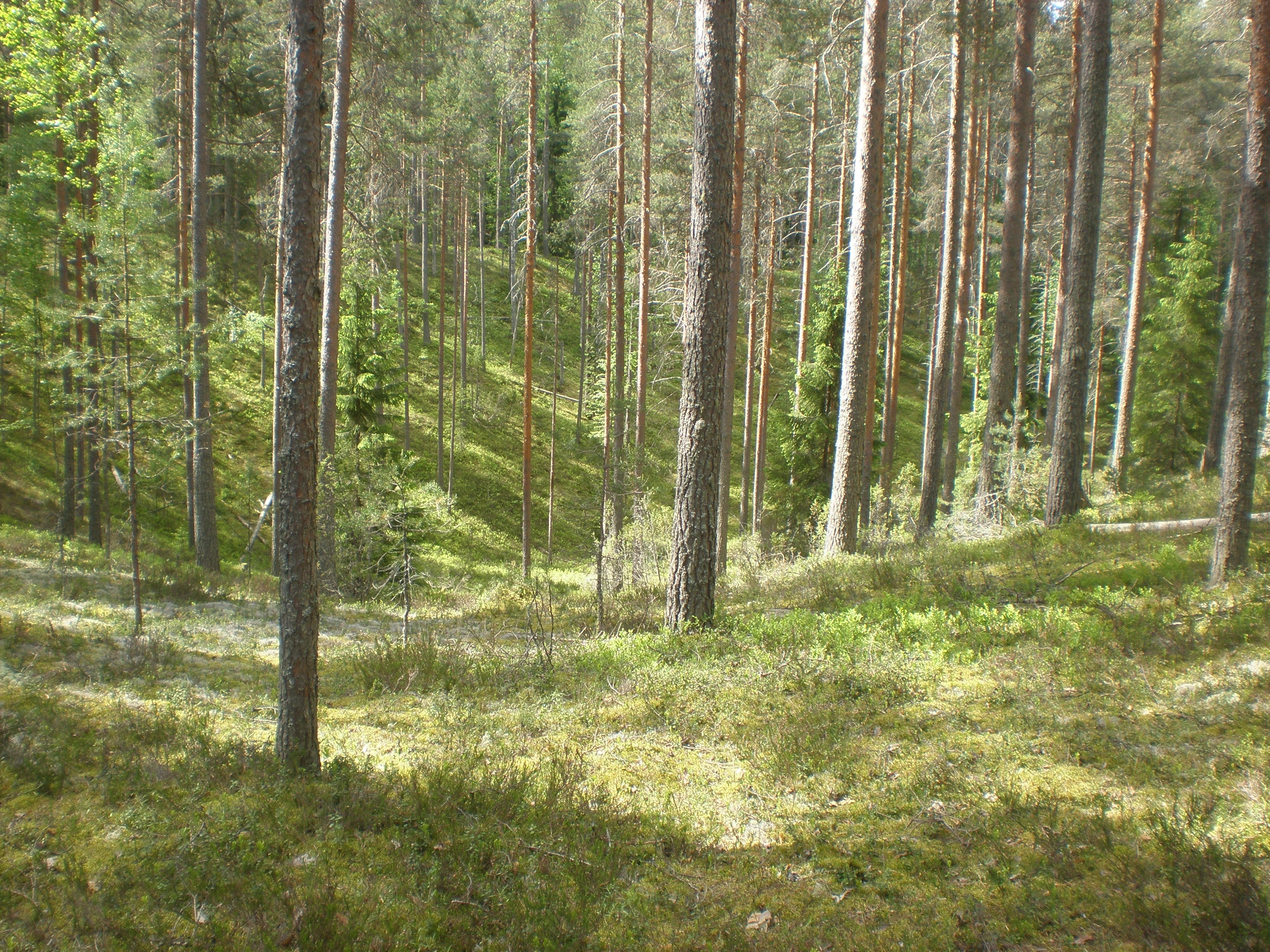
Forêt à Leivonmäki.
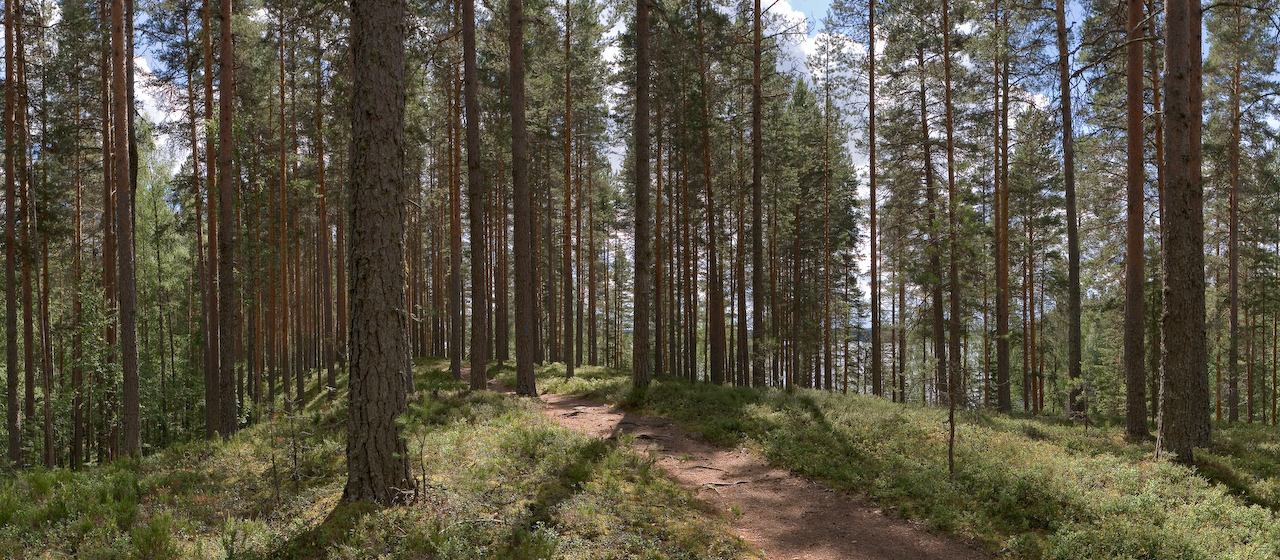
Le parc national de Leivonmäki.
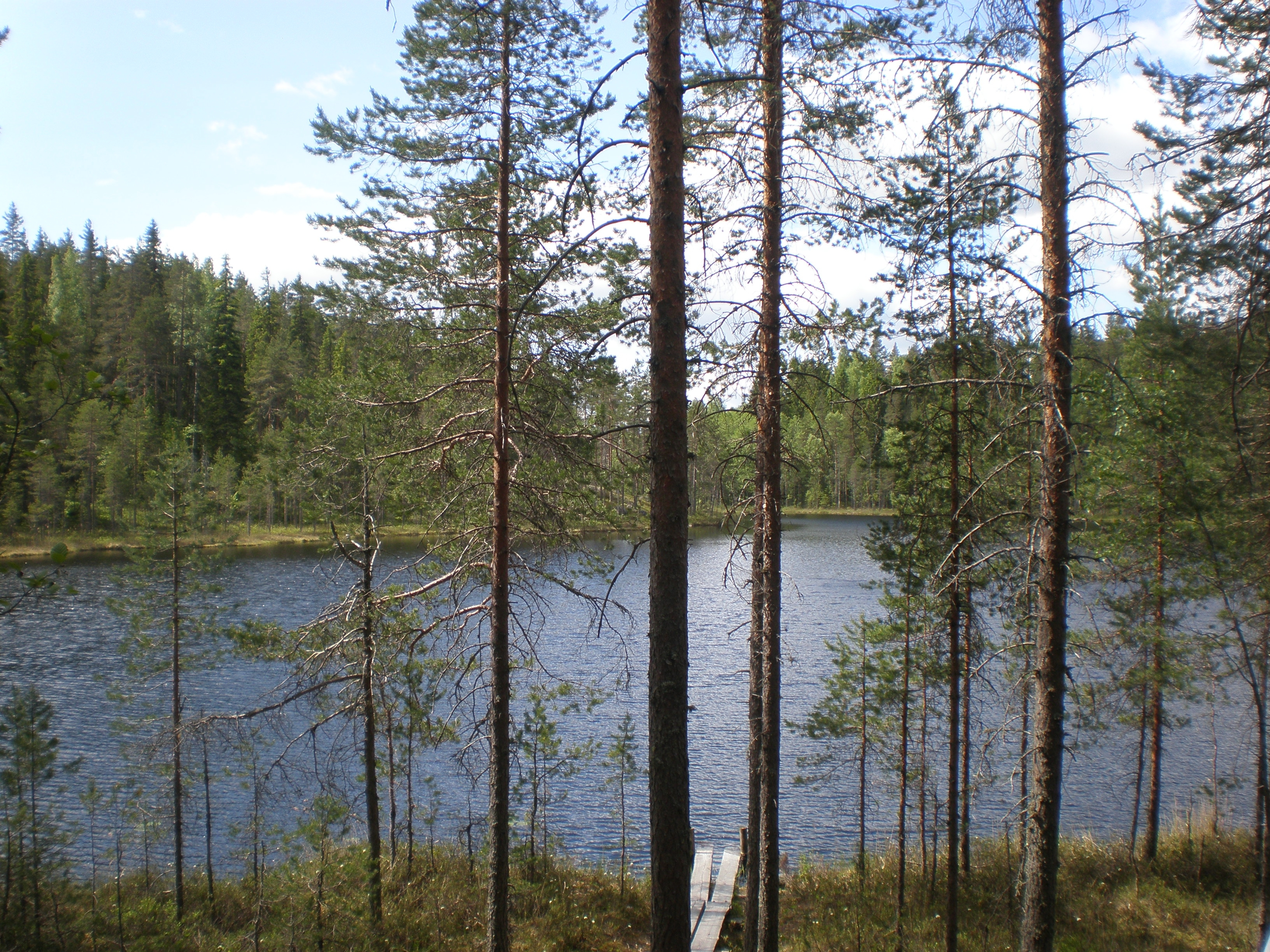
L'étang de Soimalampi.
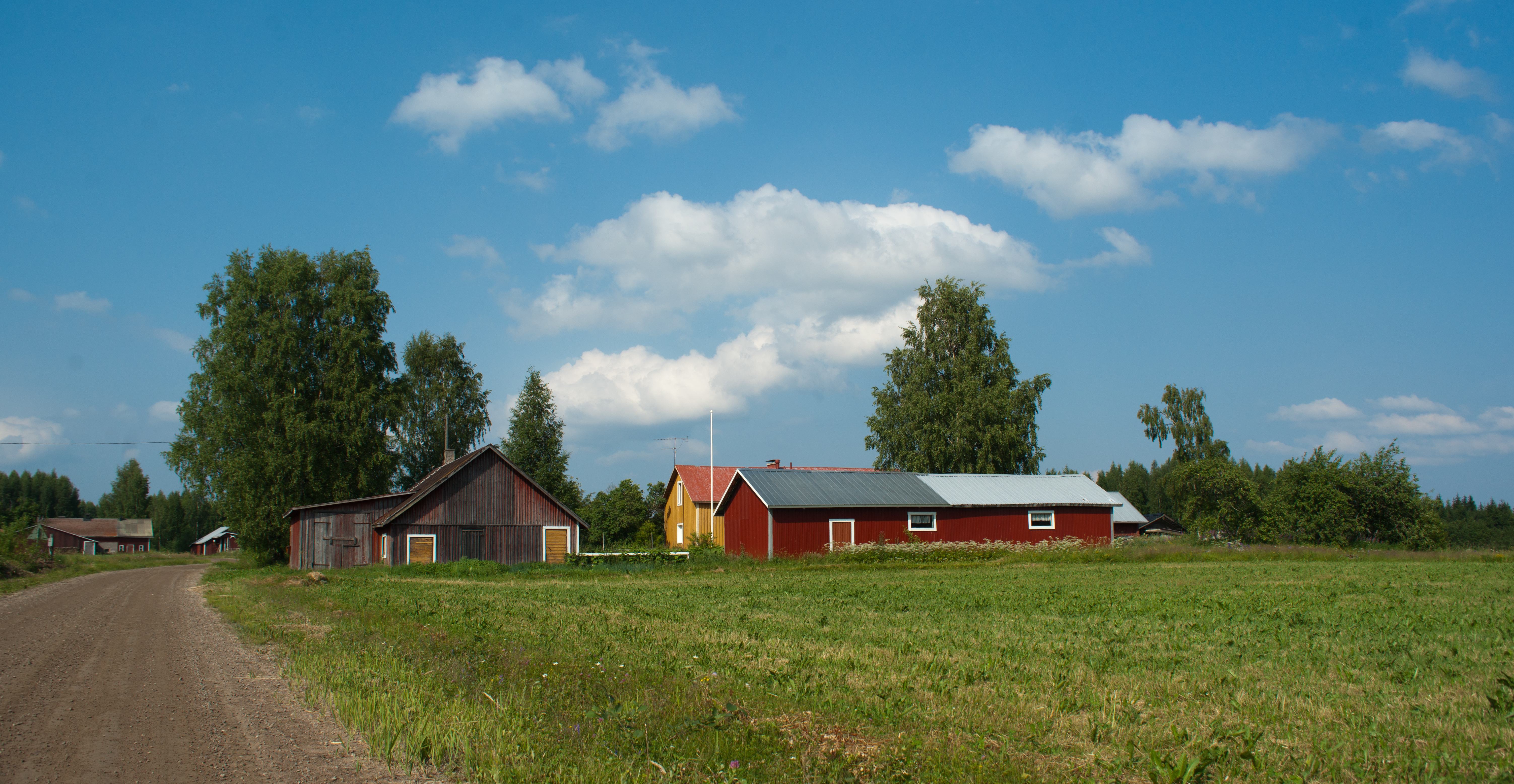
Un village de Leivonmäki.
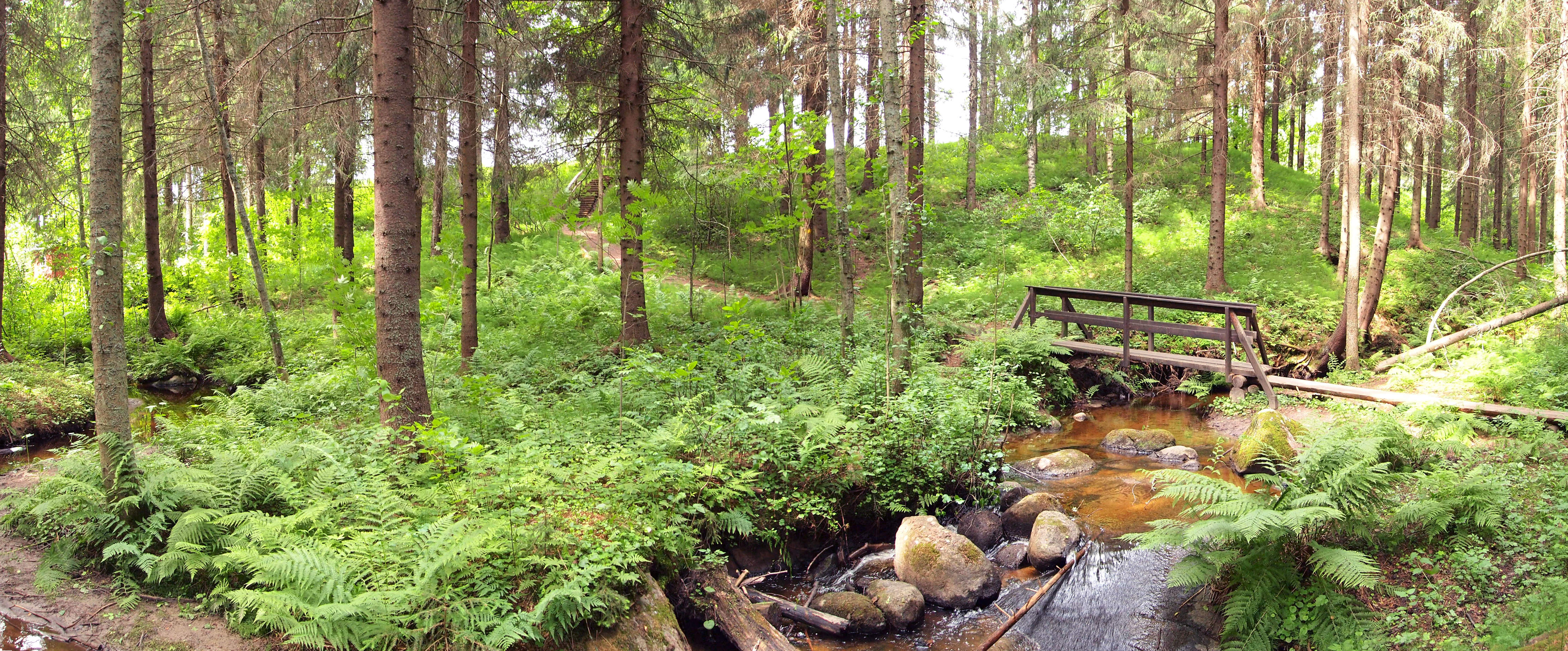
Sentier de randonnée de Koskikara.